# Anders Selin
Anders Selin, född 1967 i Hallstahammar, är en svensk regissör och socialdemokrat. Han var tidigare (2000-2001) förbundsordförande för RFSL och 2010 internationell sekreterare på ABF samt 2009 till 2013 förbundsordförande för HBT-socialdemokrater. Han var tidigare ordförande för socialdemokraterna i Nacka.
Selin är till yrket regissör och producent och jobbat både med teater- och tv-produktion. På listan över produktioner Anders jobbat med finns Vänner, Fiender och  Big Brother. Anders har även tidigare arbetat på regeringskansliet som politiskt sakkunnig åt Mona Sahlin.